# سويتشي شيجنو
سويتشي شيجنو (باليابانية: 重野 秀一 or しげの 秀一) مواليد 8 مارس 1958 في توكاماتشي، هو فنان مانغا ياباني متخصص في مانغا سينن. من أبرز أعماله إنيشيال دي. من أبرز طلابه جوجي موريكاوا صانع مانغا هاجيمي نو إيبو.

## وصلات خارجية
- سويتشي شيجنو على موقع IMDb (الإنجليزية)
- سويتشي شيجنو على موقع ميوزك برينز (الإنجليزية)
- سويتشي شيجنو على موقع قاعدة بيانات الفيلم (الإنجليزية)
- سويتشي شيجنو على موقع ANN person (الإنجليزية)